# Prêmio Maxwell IEEE
O Prêmio Maxwell IEEE (em inglês:  IEEE/RSE Wolfson James Clerk Maxwell Award) é um prêmio conjunto do Instituto de Engenheiros Eletricistas e Eletrônicos (IEEE) e da Sociedade Real de Edimburgo (Royal Society of Edinburgh - RSE). Em uma missão conjunta do IEEE e RSE em 2006 a Wolfson Microelectronics forneceu os recursos iniciais para um prêmio, tomando seu nome do físico matemático escocês James Clerk Maxwell (1831–1879). Este prêmio reconhece trabalho com "excepcional impacto sobre o desenvolvimento da eletrônica e engenharia elétrica ou campos relacionados". Os recipientes recebem US$ 20.000 mais uma medalha de ouro, um réplica em bronze e um certificado, e podem receber o prêmio até duas pessoas individuais, escolhidas por um comitê. Atualmente o prêmio é patrocinado pela Cirrus Logic.

## Recipientes
- 2007: Irwin Mark Jacobs e Andrew Viterbi
- 2008: Tim Berners-Lee
- 2009: Alberto Sangiovanni-Vincentelli
- 2010: Amar Bose
- 2011: Marcian Hoff
- 2012: Gerhard Sessler
- 2013: Richard M. White e Richard Stephen Muller
- 2014: David Neil Payne
- 2015: Lynn Conway
- 2016: Geoffrey Hinton[3]
- 2017: não houve premiação
- 2018: Thomas Bryn Haug e Philippe Raymond Dupuis
- 2019: David Flynn e Dave Jaggar